# 1 E13 m²
Som en hjælp til sammenligning af størrelsesforhold mellem forskellige overfladearealer, er her en liste over områder mellem 10 millioner km² og 100 millioner km². 
- Områder mindre end 10 millioner km²
- 10.000.000 km² svarer til:
  - Et kvadrat med sider på 3.160 km
  - En cirkel med en radius på 1.784 km
  - En terning med kanter på 1.290 km
  - En kugle med en radius på 892 km
- 10 millioner km² — Canada inklusive vand
- 11 millioner km² — Europa inklusive vand
- 14 millioner km² — Antarktis
- 14 millioner km² — Ishavet (Arktiske Hav) – verdens nordligste hav
- 17 millioner km² — Rusland (land placeret som nummer 1 efter areal)
- 17 millioner km² — Pluto – himmellegeme i solsystemet
- 18 millioner km² — Sydamerika
- 20 millioner km² — Sydhavet – havet der omgiver Antarktis
- 22 millioner km² — Sovjetunionen – før opløsningen i 1991
- 23 millioner km² — Omtrent det område som europæiske lande tog i besiddelse som kolonier under "neoimperialismen"
- 23 millioner km² — Triton – en af Neptuns måner
- 24 millioner km² — Nordamerika
- 29 millioner km² — Afrika
- 31 millioner km² — Europa – en af Jupiters måner
- 36 millioner km² — Det britiske imperium da det var størst
- 38 millioner km² — Månen
- 41 millioner km² — Io – en af Jupiters måner
- 44 millioner km² — Asien
- 69 millioner km² — Indiske Ocean
- 72 millioner km² — Callisto – en af Jupiters måner
- 75 millioner km² — Merkur – planet i Solsystemet
- 77 millioner km² — Atlanterhavet
- 83 millioner km² — Titan – en af Saturns måner
- 87 millioner km² — Ganymedes – en af Jupiters måner
- Områder større end 100 millioner km²

## Ekstern henvisning
- Konverteringsmaskine mellem areal-enheder Arkiveret 10. november 2004 hos  Wayback Machine